# Verkehrswissenschaftliche Lehrmittelgesellschaft
Die Verkehrswissenschaftliche Lehrmittelgesellschaft (VWL) war ursprünglich ein Verlag, der 1924 in enger Zusammenarbeit mit der Deutschen Reichsbahn-Gesellschaft gegründet wurde. Nach dem Zweiten Weltkrieg wurde er von der Deutschen Bundesbahn (DB) übernommen und ging mit der Bahnreform 1994 an die Deutsche Bahn AG (DB AG) über. Als DB Media & Buch GmbH erbringt sie für die DB AG Dienstleistungen im Medienbereich.

## Reichsbahnzeit
Im Einvernehmen mit der Hauptverwaltung der Deutschen Reichsbahn-Gesellschaft gab er zum Teil amtliche Werke, aber auch Lehrmittel für die Aus- und Weiterbildung von Eisenbahnern heraus. Dazu zählten: Allgemeine Schriften über die Reichsbahn, Schriften zu Sozialwesen, Betrieb, Verkehr, Bau- und Maschinentechnik, Eisenbahnrecht, Finanzwesen, Einheitskurzschrift und Lehrstoffhefte, aber auch Unterhaltungsliteratur. Bereits anlässlich des fünfjährigen Bestehens des Verlages 1929 hatte er 150 Werke (einschließlich Neuauflagen) herausgegeben.
Der Verlag hatte seinen Sitz bis 1937 in Berlin, anschließend in Leipzig.

## Deutsche Bundesbahn
Nach dem Krieg wurde die Verkehrswissenschaftliche Lehrmittelgesellschaft in Westdeutschland von der Deutschen Bundesbahn übernommen und mit neuem Sitz in Frankfurt am Main und später in Kassel fortgeführt. 

## Deutsche Bahn AG
Mit der Bahnreform ging die VWL an die Deutsche Bahn AG über und firmiert seitdem als DB Media & Buch GmbH. Für die DB AG übernimmt sie unter anderem die Herausgabe von Publikationen, die Mediaplanung, betrieb bis 2018 einen Onlineshop für Fachbücher und war bis 2019 für den Einkauf von Medialeistungen zuständig.
2015 wurde der damalige Geschäftsführer suspendiert, nachdem es zu Unregelmäßigkeiten bei der Vergabe von Leistungen im Bereich der Internetwerbung gekommen war. Seit 2019 findet vor dem Landgericht Kassel ein entsprechender Strafprozess gegen ihn und weitere Mitangeklagte statt, nach Presseberichten wird ihnen ein Millionenbetrug zu Lasten der DB AG vorgeworfen.